# Lil Pump
Газзи Фабио Гарси́я (англ. Gazzy Fabio Garcia; род. 17 августа 2000, Майами, Майами-Дейд, Флорида, США), более известный под псевдонимом Lil Pump (рус. Лил Памп) — американский рэпер и автор песен. Наибольшую популярность получил после выхода сингла «Gucci Gang» (2017), который достиг третьего места в американском чарте Billboard Hot 100 и сертифицирован трижды платиной американской ассоциацией звукозаписывающих компаний. Его другие треки «I Love It» (совместно с Канье Уэст), «Esskeetit», «Drug Addicts», «Butterfly Doors» и «Racks On Racks» так же попадали в музыкальные чарты. 6 октября 2017 года он выпустил свой дебютный студийный альбом Lil Pump, попавший на третью строчку чарта Billboard 200. Его песня «Welcome to the Party» была использована в саундтреке к фильму Дэдпул 2. 22 февраля 2019 года вышел второй студийный альбом Harverd Dropout.

## Ранняя жизнь
Гарсия родился 17 августа 2000 года в Майами, штате Флорида. В интервью 2018 года с Коулом молодой рэпер упомянул, что его родители из Колумбии и разведены с момента, когда Газзи было 6 лет. А после рождения старшего сводного брата его мать переехала в Майами.
Когда Гарсии было 13 лет, его кузен Lil Ominous познакомил репера с Омаром Пинейро, более известным под псевдонимом Smokepurpp; в результате двое начали сотрудничать. Газзи и Пинейро были исключены из множества районных школ. Через некоторое время после этого Гарсию зачислили в старшую школу для детей с чрезвычайными ситуациями, но в десятом классе он был отчислен за многочисленные драки и поднятие бунта.

## Карьера

### Начало карьеры (2016)
Карьера Газзи началась с дебютного трека «Lil Pump», выпущенного на SoundCloud 9 февраля 2016 года. Вслед за дебютным треком последовали такие работы, как: «ELEMENTARY» и «Drum$tick», собравшие более трёх миллионов прослушиваний.

### Растущая популярность иLil Pump(2017)
Большую популярность Lil Pump обрел благодаря синглам «D Rose» и «Boss», собравшим на SoundCloud несколько десятков миллионов прослушиваний, а также клипы на эти треки, собравшие на январь 2019 года свыше 160 миллионов просмотров на YouTube.
В июле 2017 года в своём Твиттер-аккаунте исполнитель заявил о выходе в августе своего дебютного альбома. В августе альбом так и не вышел, однако вместо альбома была выпущена песня «Gucci Gang», которая попала в Billboard Hot 100 и за несколько недель собрала более 100 миллионов просмотров на YouTube.
6 октября 2017 года вышел дебютный коммерческий студийный альбом Lil Pump, записанный совместно с Smokepurpp, Gucci Mane, Lil Yachty, Chief Keef, Рик Росс и 2 Chainz.

### Harverd Dropout(2018—2019)

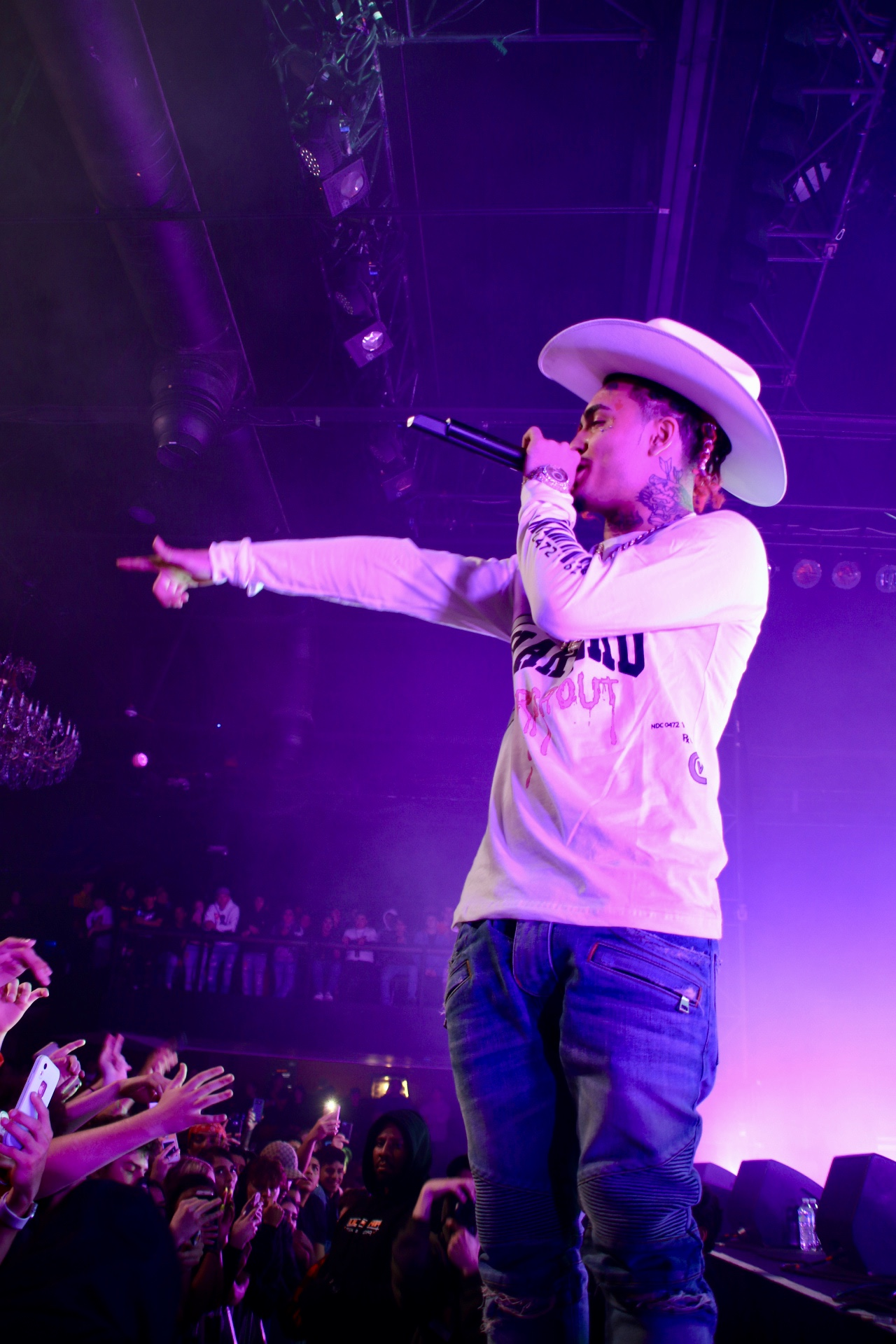
Выступление Lil Pump на Fillmore Auditorium в мае 2019 года

Гарсия выпустил «I Shyne» 18 января 2018 года с продюсером Carnage. После сообщения, что он покинул лейбл Warner Bros. Records и контракт был аннулирован на том основании, что он был несовершеннолетним, когда подписывал контракт, конкуренция лейблов к нему выросла с предложениями, по сообщениям, от $8 млн. до $12 млн и более, и такие артисты, как Gucci Mane и DJ Khaled проявляют интерес к нему. Гарсия вызвал слухи, что он подписал контракт с лейблом Gucci Mane, 1017 Records, в феврале 2018 года. Тем не менее, Гарсия вновь подписал ещё один контракт с Warner Bros. за 8 миллионов долларов 12 марта 2018 года.
13 апреля 2018 года Гарсия выпустил трек с клипом «Esskeetit», который дебютировал и достиг 24-го места в чарте Billboard Hot 100. В июле 2018 года он выпустил сингл «Drug Addicts» вместе с музыкальным видео, в котором фигурирует Чарли Шин.
7 сентября 2018 года Гарсия сотрудничал с Канье Уэстом и комиком Адель Гивенсом для трека «I Love It». Трек дебютирован под номером 1 в чарте Canadian Hot 100.
Гарсия объявил в августе 2018 года тур по продвижению своего неизданного альбома Harverd Dropout, но он был отменён через месяц из-за «непредвиденных обстоятельств». 5 октября 2018 года он выпустил сингл «Multi Millionaire» с участием Lil Uzi Vert.
25 октября 2018 года дабстеп-продюсер Скриллекс выпустил песню «Arms Around You», которая является сотрудничеством с XXXTentacion, Малумой и Swae Lee.
16 декабря 2018 года Гарсия был обвинён в расизме по отношению к азиатскому сообществу после выхода тизера его новой песни «Butterfly Doors», тексты песен содержали азиатские стереотипы и оскорбления, включая «Ching chong» и «они называют меня Яо Мин, потому что мои глаза очень узкие». Это вызвало изрядное количество негативного освещения в прессе, после чего китайские рэперы выпустили дисс-треки на артиста. 24 декабря 2018 года Газзи загрузил в Instagram видео с извинениями по поводу инцидента, а затем выпустил сингл с отредактированными оскорбительными текстами.
31 января 2019 года Гарсия выпустил песню «Racks on Racks» в качестве сингла с грядущего альбома.
21 февраля 2019 года Гарсия выпустил песню «Be Like Me» совместно с Лил Уэйном. Также был снят клип с участием обоих исполнителей. 25 февраля 2019 года исполнил «Be Like Me» на ток-шоу Джимми Киммела.
22 февраля 2019 года состоялась премьера второго студийного альбома Harverd Dropout при участии Канье Уэста, Лил Уэйна, Offset, Quavo, Smokepurpp, Lil Uzi Vert и YG.

### Дальнейшая карьера и No Name (2020—2022)
13 февраля 2020 года Гарсия заявил в своём Instagram: «Я больше не занимаюсь музыкой, я бросил её…», не вдаваясь в подробности. Однако через несколько дней он заявил в Instagram: «ВЫ ВСЕ ДУМАЛИ ЧТО Я УХОЖУ С#КА Я ВЕРНУЛСЯ» и продемонстрировал новую песню, а также объявил, что Lil Pump 2 будет названием его нового альбома.
16 сентября 2020 года Гарсия выпустил новый сингл «Life Like Me» в своей учётной записи SoundCloud. Впервые песня была анонсирована в 2018 году. Позже в том же году Гарсия выпустил различные эксклюзивы для SoundCloud, включая «Lil Pimp Big MAGA Steppin» и «I’monna».
В марте 2021 года Гарсия заключил партнёрское соглашение с торговой площадкой NFT Sweet, чтобы выпустить специальную коллекцию NFT, в которую входят цифровые украшения и торговые карты Lil Pump.
12 августа 2021 года вышел «Racks to the Ceiling» с участием канадского рэпера Тори Ланез. 14 декабря 2021 года Гарсия и продюсер Ронни Джей молча выпустили новый альбом под названием «No Name». В отличие от предыдущего релиза Гарики, «Harverd Dropout», новый альбом никогда не упоминался в социальных сетях, что привело к его коммерческому провалу.

### Lil Pump 2 (2022—настоящее время)
12 апреля 2022 года Гарсия выпустил главный сингл Lil Pump 2 «All The Sudden». После этого он выпустил ещё 4 сингла для альбома: «Splurgin», «Mosh Pit», «She Know» и «Tesla».
В марте 2023 года Памп объявил обложку и список треков для своего долгожданного второго студийного альбома Lil Pump 2, в котором, среди прочих, участвуют Smokepurpp, YoungBoy Never Broke Again, Ty Dolla Sign и другие. Альбом был выпущен 17 марта. Несмотря на более активное продвижение в социальных сетях, альбом стал ещё одним коммерческим провалом: альбом не попал ни в один из чартов.

## Личная жизнь
Гарсия утверждает, что не может читать из-за дислексии, которую он упоминал как в социальных медиа, так и в своих песнях.

### Проблемы с законом

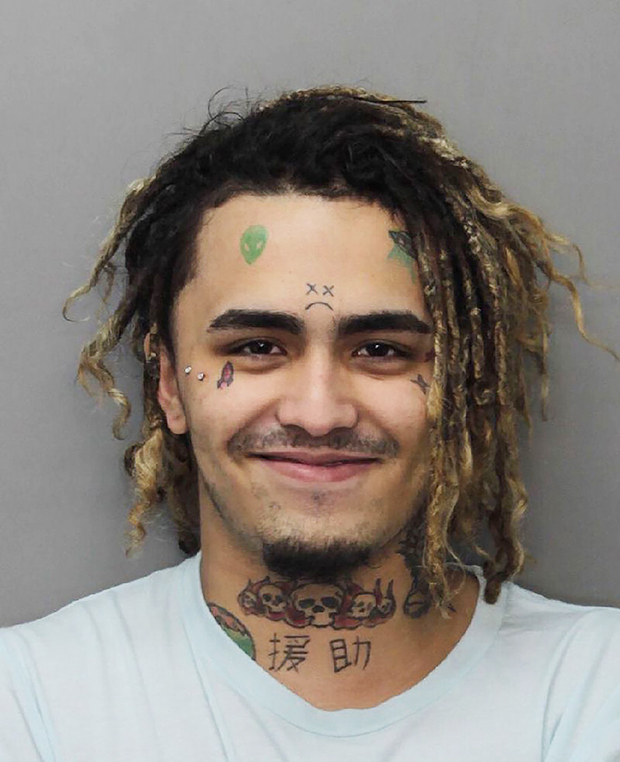
Магшот Lil Pump после ареста за нарушение общественного порядка в декабре 2018 года

15 февраля 2018 года Гарсию арестовали за использование оружия в населённом пункте. Согласно словам его менеджера, трое мужчин совершили попытку проникновения в дом Газзи в долине Сан-Фернандо около 4 часов вечера до стрельбы в дверь. Полиция обнаружила, что пуля летела со стороны дома, после чего там был проведён обыск, в результате которого под балконом в резиденции Lil Pump было найдено незаряженное оружие с боеприпасами. Впоследствии мать Гарсии была вовлечена в расследование за то, что подвергала опасности своего несовершеннолетнего сына и ненадёжное хранение дома огнестрельного оружия.
29 августа 2018 года Газзи был арестован за вождение в Майами без лицензии.
3 сентября он сообщил, что сядет в тюрьму на 'несколько месяцев' за нарушение условно-досрочного освобождения. Тем не менее, Газзи появился на американском телешоу Saturday Night Live в прямом эфире 29 сентября. В октябре 2018 года менеджер Гарсии сообщил журналу Billboard, что репер всё же отбыл тюремный срок, однако подробности неизвестны.
4 декабря 2018 года Гарсия был арестован после выступления в развлекательном центре Вега полицией Дании за хранение марихуаны, за что выплатил штраф в размере $700–800. После того, как Lil Pump показал в прямом эфире полицейскому, задержавшему его, средний палец, рэперу запретили въезд в страну на два года.
13 декабря 2018 года, когда самолёт, в котором находился Газзи, готовился к взлёту, его арестовали в аэропорту Майами за нарушение общественного порядка; охрана собиралась обыскать багаж Lil Pump на предмет конопли, но репер утверждал, что запрещённое вещество не везёт. При обыске наркотики не были обнаружены, после чего, во время разбирательств с полицией, Гарсия вышел из себя и начал спорить с сотрудниками охраны, повышая голос. В итоге рэпер был заключён под стражу.

## Дискография
- Lil Pump (2017)
- Harverd Dropout (2019)
- No Name (совместно с Ronny J) (2021)
- Lil Pump 2 (2023)

## Награды и номинации
| Год  | Церемония              | Номинация               | Назначенная работа | Результат   | Прим.  |
| ---- | ---------------------- | ----------------------- | ------------------ | ----------- | ------ |
| 2018 | Billboard Music Awards | Top Streaming Song      | «Gucci Gang»       | Номинирован | [ 60 ] |
| 2018 | MTV Video Music Awards | Push Artist of The Year | Lil Pump           | Номинирован | [ 61 ] |